# Ɓ
Der Buchstabe Ɓ (kleingeschrieben ɓ) ist ein Buchstabe des lateinischen Schriftsystems, bestehend aus einem B mit Haken. Er ist im Afrika-Alphabet enthalten und wird in verschiedenen afrikanischen Sprachen wie Fula und Hausa verwendet. Im internationalen phonetischen Alphabet stellt der Kleinbuchstabe den stimmhaften bilabialen Implosiv dar.
Manchmal wird auch eine alternative Form des Großbuchstaben verwendet, die dem kyrillischen Großbuchstaben Б ähnelt. Zu den Literaturwerken, die diese Form des Großbuchstaben verwenden, zählen das Practical Orthography of African Languages aus dem Jahr 1930, sowie ein neues Testament in Loma von 1971.

## Darstellung auf dem Computer
Mit LaTeX kann das Ɓ mit Hilfe der fc-Schriften dargestellt werden. Die zugehörigen Befehle sind \m B für das große und \m b für das kleine Ɓ.
Unicode enthält das große Ɓ im Unicodeblock Lateinisch, erweitert-B am Codepunkt U+0181 und das kleine ɓ im Unicodeblock IPA-Erweiterungen am Codepunkt U+0253.